# Egoi Martínez
Egoi Martínez de Esteban (Etxarri, 15 mei 1978) is een Spaans voormalig wielrenner.

## Loopbaan
De in Etxarri-Aranatz in Navarra geboren Martínez werd prof in 2002 bij Euskaltel-Euskadi. Daar reed hij tot en met 2005. In 2006 en 2007 reed hij voor de Discovery Channel ploeg, maar keerde daarna terug naar de Baskische ploeg. Martínez kan behoorlijk klimmen, wat hij bewees door in 2003 de Ronde van de Toekomst te winnen, maar is vooral een helper die zelf weinig ereplaatsen bij elkaar rijdt. Wel strijdt hij regelmatig voor bergklassementen, en won hij er al meerdere zoals in de Ronde van Spanje 2006. In diezelfde Vuelta schreef hij zijn grootste overwinning op zijn naam: de 11e etappe naar Burgos. In 2008 werd hij 9e in het eindklassement van de Vuelta. In de Ronde van Frankrijk 2009 vocht Martínez een bittere strijd uit met Franco Pellizotti om de bolletjestrui. Uiteindelijk trok Martínez aan het kortste eind. Achteraf werd Pellizotti op doping betrapt, de bolletjestrui ging daarmee naar de nummer twee in het klassement: Egoi Martínez. In de Ronde van Frankrijk 2012 kende de ploeg van Martínez, Euskaltel-Euskadi, veel tegenspoed. Onder meer de kopmannen Samuel Sanchez en Mikel Astarloza vielen vroeg uit. Ook sterke klimmers Amets Txurruka en Gorka Verdugo moesten de Tour door valpartijen in de eerste week verlaten. Egoi Martínez kreeg hierdoor samen met Gorka Izagirre een belangrijke rol. Zij zaten veel mee in ontsnappingen en Martínez reed wat ereplaatsen bij elkaar. In het algemeen klassement eindigde hij op een 17e plaats.
Na 2013 stopte Euskaltel met de sponsoring van een wielerploeg en Martínez stopte met profwielrennen.

## Belangrijkste overwinningen
2001
- Eindklassement Ronde van León

2003
- Eindklassement Ronde van de Toekomst

2006
- 11e etappe Ronde van Spanje
- Bergklassement Ronde van Spanje

2008
- Bergklassement Ronde van het Baskenland

2009
- Bergklassement Tirreno-Adriatico

2010
- Bergklassement Critérium du Dauphiné

## Resultaten in voornaamste wedstrijden
| Jaar | Ronde van Italië | Ronde van Frankrijk | Ronde van Spanje |
| ---- | ---------------- | ------------------- | ---------------- |
| 2002 |                  |                     |                  |
| 2004 |                  | 41e                 |                  |
| 2005 |                  | 48e                 | 45e              |
| 2006 |                  | 41e                 | 12e (1)          |
| 2007 |                  | 61e                 | opgave           |
| 2008 |                  | 50e                 | 9e               |
| 2009 |                  | 44e                 | 52e              |
| 2010 |                  | 39e                 | opgave           |
| 2011 |                  | 34e                 | 55e              |
| 2012 |                  | 17e                 |                  |
| 2013 | 22e              |                     | 30e              |

| Jaar | Milaan-San Remo | Amstel Gold Race | Luik-Bast.‑Luik | Waalse Pijl |  | Wereldranglijsten |
| ---- | --------------- | ---------------- | --------------- | ----------- |  | ----------------- |
| 2002 |                 |                  | 115e            | 149e        |  |                   |
| 2004 |                 |                  |                 |             |  |                   |
| 2005 |                 |                  |                 |             |  |                   |
| 2006 |                 |                  |                 |             |  | 97e (UPT)         |
| 2007 |                 | 26e              | 40e             | 66e         |  | 137e (UPT)        |
| 2008 | 143e            | 54e              |                 | 36e         |  |                   |
| 2009 | 25e             |                  | 72e             | 64e         |  | 206e (UWK)        |
| 2010 |                 | 30e              | 40e             | 87e         |  | 258e (UWK)        |
| 2011 | 32e             | 85e              |                 | 89e         |  |                   |
| 2012 | 34e             | 54e              | 70e             | 79e         |  | 128e (UWT)        |
| 2013 |                 |                  | 73e             |             |  |                   |